# Ponte Velha de Monforte de Lemos

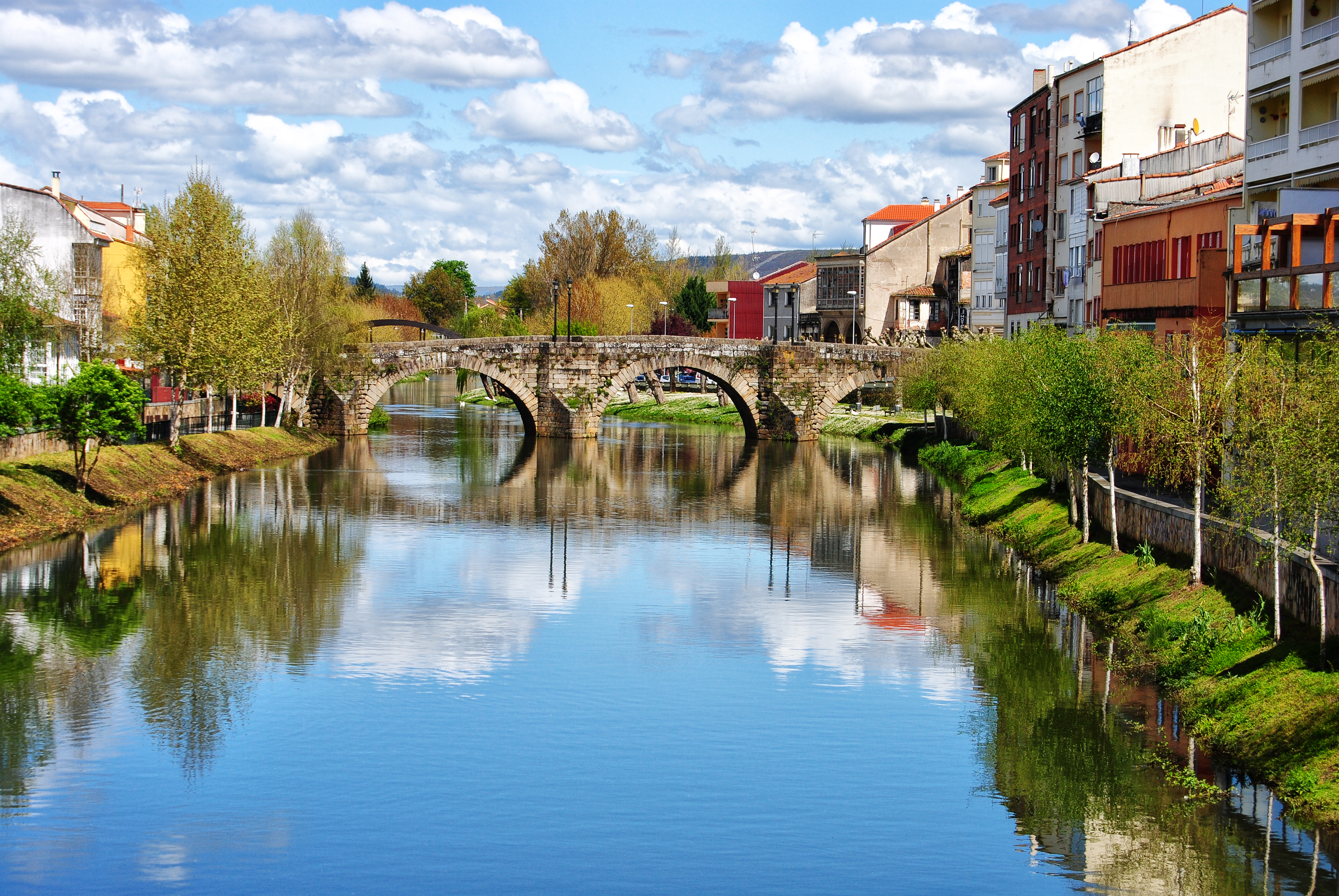
Ponte Velha de Monforte de Lemos

A Ponte Velha cruza o rio Cabe no casco urbano de Monforte de Lemos, na província de Lugo.

## História
Foi construída por Pedro Rodríguez de Ramberde no século XVI por ordem da Catalina de la Cerda y Sandoval, VII Condessa de Lemos, viúva de Pedro Fernández de Castro e Andrade.